# Mosenberg (Homberg)
Der Mosenberg ist ein 437,5 m ü. NHN hoher und besonders unter Segelfliegern und Wanderern bekannter Berg etwa 3 km nordöstlich von Homberg/Efze im nordhessischen Schwalm-Eder-Kreis.

## Geographie
Der Berg gehört naturräumlich zum flachwelligen und stark landwirtschaftlich genutzten Homberger Hochland (Naturraum 356.3), Teil des Knüll-Hochlands (Naturraum 356). Sein Hauptgipfel, der sogenannte Große Mosenberg, ist insbesondere an seiner Nord-, Ost- und Südseite mehrheitlich bewaldet, und sein Gipfel sowie die West- und Südflanken sind zusammen mit einem Bereich südwestlich der Sauerburg ein ausgewiesenes Naturschutz- und FFH-Gebiet von 64 Hektar Größe (CDDA-Code 164698). Im Osten und Süden wird der Große Mosenberg vom Klingelbach umflossen.
Südlich verläuft die L 3224 von Homberg nach Melsungen, nördlich die L 3149 von Hebel nach Hombergshausen, und westlich die Bundesstraße 254 von Homberg nach Wabern.

## Flugplatz Mosenberg
Zunächst nach Norden und dann nach Osten erstreckt sich ein beidseitig stark abfallendes Plateau bis zum 405 m hohen Nebengipfel des Kleinen Mosenbergs nordöstlich des Hauptgipfels. Auf dem Plateau befindet sich seit 1932 der Sonderlandeplatz Mosenberg (ICAO-Code EDEM) mit einer 500 m langen Gras-Start- und Landebahn. Er wird hauptsächlich für Segelflug genutzt, aber auch Motorflugbetrieb ist möglich.

## Ehemalige Jugendherberge Mosenberg
Von 1959 bis 2005 wurden die wehrhaft aussehenden, 1937/38 als Tagesanlagen der Eisengrube Mardorf gebauten Gebäude am Nordwesthang des Mosenbergs bei 51° 4′ N, 9° 24′ O als Jugendherberge Mosenberg genutzt. Sie war nicht nur bei Wanderern und Schulklassen beliebt, sondern auch bei den Segelfliegern, die auf dem nahen Flugplatz ihren Sport ausübten. Heute wird dort das Gruppenhaus am Mosenberg betrieben, das für Freizeiten, Schulklassenaufenthalte, Familienfeste, Seminare u. a. m. gemietet werden kann.